# Instituto de Tecnologia da Geórgia
O Instituto de Tecnologia da Geórgia (em inglês, Georgia Institute of Technology, normalmente conhecido como Georgia Tech) é um instituto de tecnologia e universidade que faz parte do sistema universitário da Geórgia (Estados Unidos). Seu campus principal está localizado em Atlanta. Outros campi estão localizados em Savannah, Metz (França), Athlone (Irlanda), Shenzhen (China) e Singapura.
A faculdade foi fundada em 1885 com o nome de Escola Tecnológica da Georgia durante o período conhecido como Reconstrução. Inicialmente, apenas o curso de engenharia mecânica era oferecido. Em 1901, o currículo da faculdade foi expandido para incluir outros cursos de engenharia (elétrica, civil e química). Em 1948, a faculdade alterou seu nome para o atual. Atualmente, o Georgia Tech é organizado em 6 colleges e possui cerca de 31 departamentos.
Georgia Tech é reconhecido por seus programas de engenharia e computação, embora também ofereça cursos de arquitetura, artes liberais e de gestão.

## Rankings
O Instituto de Tecnologia da Geórgia está entre as 100 melhores universidades do mundo de acordo com rankings especializados (Times Higher Education: 38º lugar; QS: 80º lugar; CWUR: 74º lugar; U.S. News: 62º lugar). Sua posição no Ranking de Xangai é 101-150.